# Grey Cup

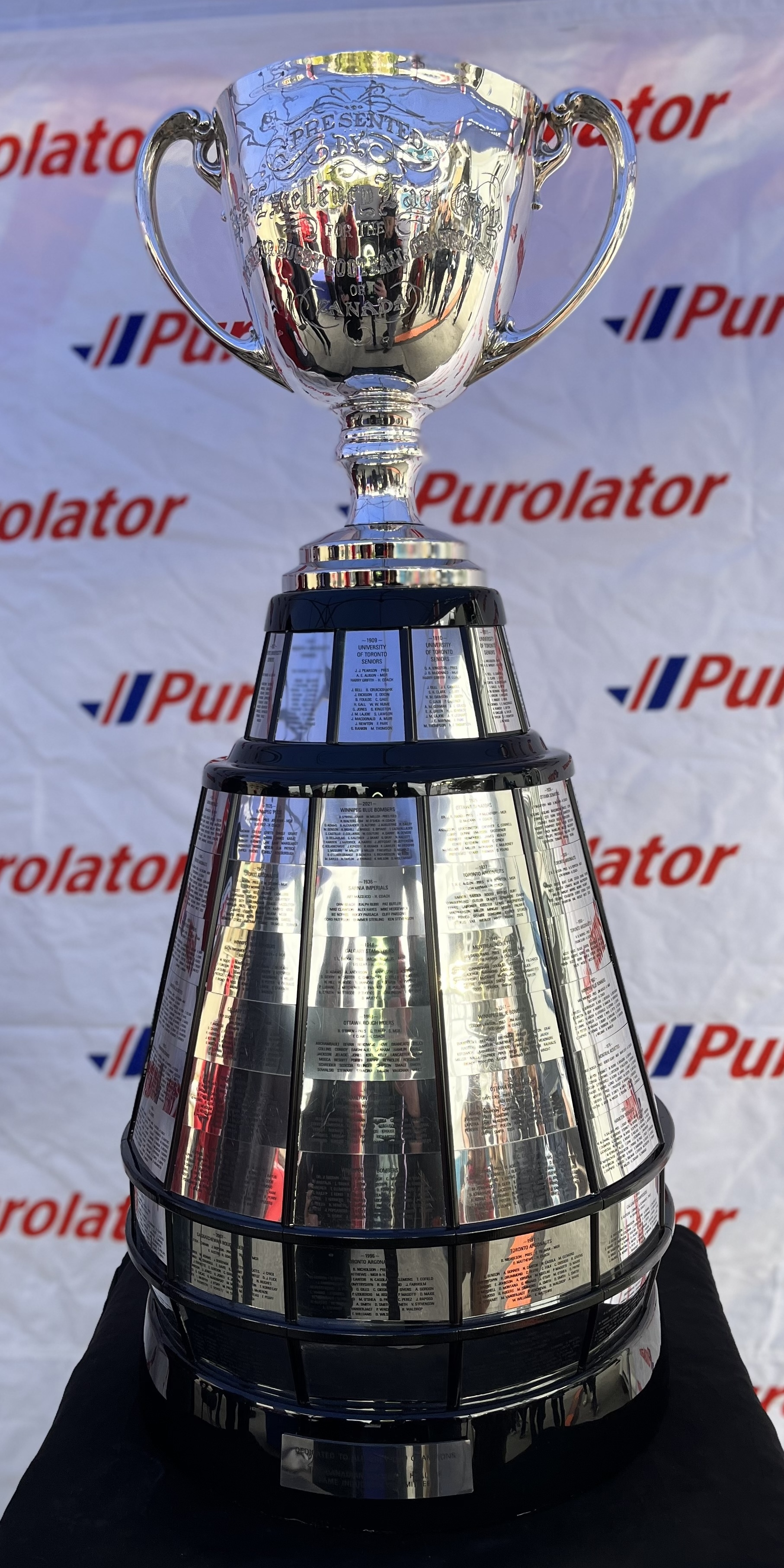
Grey Cup

Grey Cup (em francês: La Coupe Grey) é a final do campeonato de futebol canadense da Canadian Football League (CFL) e também o troféu dado ao time vencedor do jogo. Recebe seu nome em homenagem ao Conde Albert Grey, Governador-geral do Canadá que comissionou o troféu em 1909. Pode ser considerado o equivalente do futebol canadense ao Super Bowl da NFL.

## Resultados
- Os números entre parênteses indicam o número acumulado de vezes que uma equipe ganhou a Grey Cup ou que uma cidade / local hospedou o jogo.

| Edição | Data                   | Vencedor                                | Placar                                  | Perdedor                                | Estádio                  | Cidade            | Público |
| ------ | ---------------------- | --------------------------------------- | --------------------------------------- | --------------------------------------- | ------------------------ | ----------------- | ------- |
| 1º     | 4 de dezembro de 1909  | University of Toronto Varsity Blues     | 26–6                                    | Toronto Parkdale Canoe Club             | Rosedale Field           | Toronto           | 3,807   |
| 2º     | 26 de novembro de 1910 | University of Toronto Varsity Blues (2) | 16–7                                    | Hamilton Tigers                         | AAA Grounds              | Hamilton          | 12,000  |
| 3º     | 25 de novembro de 1911 | University of Toronto Varsity Blues (3) | 14–7                                    | Toronto Argonauts                       | Varsity Stadium          | Toronto (2)       | 13,687  |
| 4º     | 30 de novembro de 1912 | Hamilton Alerts                         | 11–4                                    | Toronto Argonauts                       | AAA Grounds (2)          | Hamilton (2)      | 5,337   |
| 5º     | 29 de novembro de 1913 | Hamilton Tigers                         | 44–2                                    | Toronto Parkdale Canoe Club             | AAA Grounds (3)          | Hamilton (3)      | 2,100   |
| 6º     | 5 de dezembro de 1914  | Toronto Argonauts                       | 14–2                                    | University of Toronto Varsity Blues     | Varsity Stadium (2)      | Toronto (3)       | 10,500  |
| 7º     | 20 de novembro de 1915 | Hamilton Tigers (2)                     | 13–7                                    | Toronto Rowing Association              | Varsity Stadium (3)      | Toronto (4)       | 2,808   |
| —      | 1916                   | Sem jogo[A]                             | —                                       | —                                       | —                        | —                 | —       |
| —      | 1917                   | Sem jogo[A]                             | —                                       | —                                       | —                        | —                 | —       |
| —      | 1918                   | Sem jogo[A]                             | —                                       | —                                       | —                        | —                 | —       |
| —      | 1919                   | Sem jogo[B]                             | —                                       | —                                       | —                        | —                 | —       |
| 8º     | 2 de dezembro de 1920  | University of Toronto Varsity Blues (4) | 16–3                                    | Toronto Argonauts                       | Varsity Stadium (4)      | Toronto (5)       | 10,088  |
| 9º     | 3 de dezembro de 1921  | Toronto Argonauts (2)                   | 23–0                                    | Edmonton Eskimos                        | Varsity Stadium (5)      | Toronto (6)       | 9,558   |
| 10º    | 2 de dezembro de 1922  | Queen's University                      | 13–1                                    | Edmonton Elks                           | Richardson Stadium       | Kingston          | 4,700   |
| 11º    | 1 de dezembro de 1923  | Queen's University (2)                  | 54–0                                    | Regina Rugby Club                       | Varsity Stadium (6)      | Toronto (7)       | 8,629   |
| 12º    | 29 de novembro de 1924 | Queen's University (3)                  | 11–2                                    | Toronto Balmy Beach                     | Varsity Stadium (7)      | Toronto (8)       | 5,978   |
| 13º    | 5 de dezembro de 1925  | Ottawa Senators                         | 24–1                                    | Winnipeg Tammany Tigers                 | Lansdowne Park           | Ottawa            | 6,900   |
| 14º    | 4 de dezembro de 1926  | Ottawa Senators (2)                     | 10–7                                    | Toronto Varsity Blues                   | Varsity Stadium (8)      | Toronto (9)       | 8,276   |
| 15º    | 26 de novembro de 1927 | Toronto Balmy Beach                     | 9–6                                     | Hamilton Tigers                         | Varsity Stadium (9)      | Toronto (10)      | 13,676  |
| 16º    | 1 de dezembro de 1928  | Hamilton Tigers (3)                     | 30–0                                    | Regina Roughriders                      | AAA Grounds (4)          | Hamilton (4)      | 4,767   |
| 17º    | 30 de novembro de 1929 | Hamilton Tigers (4)                     | 14–3                                    | Regina Roughriders                      | AAA Grounds (5)          | Hamilton (5)      | 1,906   |
| 18º    | 6 de dezembro de 1930  | Toronto Balmy Beach (2)                 | 11–6                                    | Regina Roughriders                      | Varsity Stadium (10)     | Toronto (11)      | 3,914   |
| 19º    | 5 de dezembro de 1931  | Montreal AAA Winged Wheelers            | 22–0                                    | Regina Roughriders                      | Molson Stadium           | Montreal          | 5,112   |
| 20º    | 3 de dezembro de 1932  | Hamilton Tigers (5)                     | 25–6                                    | Regina Roughriders                      | AAA Grounds (6)          | Hamilton (6)      | 4,806   |
| 21º    | 9 de dezembro de 1933  | Toronto Argonauts (3)                   | 4–3                                     | Sarnia Imperials                        | Athletic Park            | Sarnia            | 2,751   |
| 22º    | 24 de novembro de 1934 | Sarnia Imperials                        | 20–12                                   | Regina Roughriders                      | Varsity Stadium (11)     | Toronto (12)      | 8,900   |
| 23º    | 7 de dezembro de 1935  | Winnipeg 'Pegs                          | 18–12                                   | Hamilton Tigers                         | AAA Grounds (7)          | Hamilton (7)      | 6,405   |
| 24º    | 5 de dezembro de 1936  | Sarnia Imperials (2)                    | 26–20                                   | Ottawa Rough Riders                     | Varsity Stadium (12)     | Toronto (13)      | 5,883   |
| 25º    | 11 de dezembro de 1937 | Toronto Argonauts (4)                   | 4–3                                     | Winnipeg Blue Bombers                   | Varsity Stadium (13)     | Toronto (14)      | 11,522  |
| 26º    | 10 de dezembro de 1938 | Toronto Argonauts (5)                   | 30–7                                    | Winnipeg Blue Bombers                   | Varsity Stadium (14)     | Toronto (15)      | 18,778  |
| 27º    | 9 de dezembro de 1939  | Winnipeg Blue Bombers (2)               | 8–7                                     | Ottawa Rough Riders                     | Lansdowne Park (2)       | Ottawa (2)        | 11,737  |
| 28º[C] | 30 de novembro de 1940 | Ottawa Rough Riders (3)                 | 8–2                                     | Toronto Balmy Beach                     | Varsity Stadium (15)     | Toronto (16)      | 4,998   |
| 28º[C] | 7 de dezembro de 1940  | Ottawa Rough Riders                     | 12–5                                    | Toronto Balmy Beach                     | Lansdowne Park (3)       | Ottawa (3)        | 1,700   |
| 29º    | 29 de novembro de 1941 | Winnipeg Blue Bombers (3)               | 18–16                                   | Ottawa Rough Riders                     | Varsity Stadium (16)     | Toronto (17)      | 19,065  |
| 30º    | 5 de dezembro de 1942  | Toronto RCAF Hurricanes                 | 8–5                                     | Winnipeg RCAF Bombers                   | Varsity Stadium (17)     | Toronto (18)      | 12,455  |
| 31º    | 27 de novembro de 1943 | Hamilton Flying Wildcats                | 23–14                                   | Winnipeg RCAF Bombers                   | Varsity Stadium (18)     | Toronto (19)      | 16,423  |
| 32º    | 25 de novembro de 1944 | St. Hyacinthe-Donnacona Navy            | 7–6                                     | Hamilton Flying Wildcats                | Civic Stadium            | Hamilton (8)      | 3,871   |
| 33º    | 1 de dezembro de 1945  | Toronto Argonauts (6)                   | 35–0                                    | Winnipeg Blue Bombers                   | Varsity Stadium (19)     | Toronto (20)      | 18,660  |
| 34º    | 30 de novembro de 1946 | Toronto Argonauts (7)                   | 28–6                                    | Winnipeg Blue Bombers                   | Varsity Stadium (20)     | Toronto (21)      | 18,960  |
| 35º    | 29 de novembro de 1947 | Toronto Argonauts (8)                   | 10–9                                    | Winnipeg Blue Bombers                   | Varsity Stadium (21)     | Toronto (22)      | 18,885  |
| 36º    | 27 de novembro de 1948 | Calgary Stampeders                      | 12–7                                    | Ottawa Rough Riders                     | Varsity Stadium (22)     | Toronto (23)      | 20,013  |
| 37º    | 26 de novembro de 1949 | Montreal Alouettes                      | 28–15                                   | Calgary Stampeders                      | Varsity Stadium (23)     | Toronto (24)      | 20,087  |
| 38º    | 25 de novembro de 1950 | Toronto Argonauts (9)                   | 13–0                                    | Winnipeg Blue Bombers                   | Varsity Stadium (24)     | Toronto (25)      | 27,101  |
| 39º    | 24 de novembro de 1951 | Ottawa Rough Riders (4)                 | 21–14                                   | Saskatchewan Roughriders                | Varsity Stadium (25)     | Toronto (26)      | 27,341  |
| 40º    | 29 de novembro de 1952 | Toronto Argonauts (10)                  | 21–11                                   | Edmonton Eskimos                        | Varsity Stadium (26)     | Toronto (27)      | 27,391  |
| 41º    | 28 de novembro de 1953 | Hamilton Tiger-Cats                     | 12–6                                    | Winnipeg Blue Bombers                   | Varsity Stadium (27)     | Toronto (28)      | 27,313  |
| 42º    | 27 de novembro de 1954 | Edmonton Eskimos                        | 26–25                                   | Montreal Alouettes                      | Varsity Stadium (28)     | Toronto (29)      | 27,328  |
| 43º    | 26 de novembro de 1955 | Edmonton Eskimos (2)                    | 34–19                                   | Montreal Alouettes                      | Empire Stadium           | Vancouver         | 27,301  |
| 44º    | 24 de novembro de 1956 | Edmonton Eskimos (3)                    | 50–27                                   | Montreal Alouettes                      | Varsity Stadium (29)     | Toronto (30)      | 39,417  |
| 45º    | 30 de novembro de 1957 | Hamilton Tiger-Cats (2)                 | 32–7                                    | Winnipeg Blue Bombers                   | Varsity Stadium (30)     | Toronto (31)      | 27,425  |
| 46º    | 29 de novembro de 1958 | Winnipeg Blue Bombers (4)               | 35–28                                   | Hamilton Tiger-Cats                     | Empire Stadium (2)       | Vancouver (2)     | 27,391  |
| 47º    | 28 de novembro de 1959 | Winnipeg Blue Bombers (5)               | 21–7                                    | Hamilton Tiger-Cats                     | CNE Stadium              | Toronto (32)      | 34,426  |
| 48º    | 26 de novembro de 1960 | Ottawa Rough Riders (5)                 | 16–6                                    | Edmonton Eskimos                        | Empire Stadium (3)       | Vancouver (3)     | 33,133  |
| 49º    | 2 de dezembro de 1961  | Winnipeg Blue Bombers (6)               | 21–14[D]                                | Hamilton Tiger-Cats                     | CNE Stadium (2)          | Toronto (33)      | 36,592  |
| 50º    | Dezembro               | Winnipeg Blue Bombers (7)               | 28–27                                   | Hamilton Tiger-Cats                     | CNE Stadium (3)          | Toronto (34)      | 32,655  |
| 51º    | 30 de novembro de 1963 | Hamilton Tiger-Cats (3)                 | 21–10                                   | BC Lions                                | Empire Stadium (4)       | Vancouver (4)     | 36,465  |
| 52º    | 28 de novembro de 1964 | BC Lions                                | 34–24                                   | Hamilton Tiger-Cats                     | CNE Stadium (4)          | Toronto (35)      | 32,655  |
| 53º    | 27 de novembro de 1965 | Hamilton Tiger-Cats (4)                 | 22–16                                   | Winnipeg Blue Bombers                   | CNE Stadium (5)          | Toronto (36)      | 32,655  |
| 54º    | 26 de novembro de 1966 | Saskatchewan Roughriders                | 29–14                                   | Ottawa Rough Riders                     | Empire Stadium (5)       | Vancouver (5)     | 32,344  |
| 55º    | 2 de dezembro de 1967  | Hamilton Tiger-Cats (5)                 | 24–1                                    | Saskatchewan Roughriders                | Lansdowne Park (4)       | Ottawa (4)        | 31,407  |
| 56º    | 30 de novembro de 1968 | Ottawa Rough Riders (6)                 | 24–21                                   | Calgary Stampeders                      | CNE Stadium (6)          | Toronto (37)      | 33,185  |
| 57º    | 30 de novembro de 1969 | Ottawa Rough Riders (7)                 | 29–11                                   | Saskatchewan Roughriders                | Autostade                | Montreal (2)      | 33,172  |
| 58º    | 28 de novembro de 1970 | Montreal Alouettes (2)                  | 23–10                                   | Calgary Stampeders                      | CNE Stadium (7)          | Toronto (38)      | 32,669  |
| 59º    | 28 de novembro de 1971 | Calgary Stampeders (2)                  | 14–11                                   | Toronto Argonauts                       | Empire Stadium (6)       | Vancouver (6)     | 34,584  |
| 60º    | 3 de dezembro de 1972  | Hamilton Tiger-Cats (6)                 | 13–10                                   | Saskatchewan Roughriders                | Ivor Wynne Stadium (2)   | Hamilton (9)      | 35,950  |
| 61º    | 25 de novembro de 1973 | Ottawa Rough Riders (8)                 | 22–18                                   | Edmonton Eskimos                        | CNE Stadium (8)          | Toronto (39)      | 36,475  |
| 62º    | 24 de novembro de 1974 | Montreal Alouettes (3)                  | 20–7                                    | Edmonton Eskimos                        | Empire Stadium (7)       | Vancouver (7)     | 34,450  |
| 63º    | 23 de novembro de 1975 | Edmonton Eskimos (4)                    | 9–8                                     | Montreal Alouettes                      | McMahon Stadium          | Calgary           | 32,454  |
| 64º    | 28 de novembro de 1976 | Ottawa Rough Riders (9)                 | 23–20                                   | Saskatchewan Roughriders                | CNE Stadium (9)          | Toronto (40)      | 53,389  |
| 65º    | 27 de novembro de 1977 | Montreal Alouettes (4)                  | 41–6                                    | Edmonton Eskimos                        | Olympic Stadium          | Montreal (3)      | 68,205  |
| 66º    | 26 de novembro de 1978 | Edmonton Eskimos (5)                    | 20–13                                   | Montreal Alouettes                      | CNE Stadium (10)         | Toronto (41)      | 54,695  |
| 67º    | 25 de novembro de 1979 | Edmonton Eskimos (6)                    | 17–9                                    | Montreal Alouettes                      | Olympic Stadium (2)      | Montreal (4)      | 65,113  |
| 68º    | 23 de novembro de 1980 | Edmonton Eskimos (7)                    | 48–10                                   | Hamilton Tiger-Cats                     | CNE Stadium (11)         | Toronto (42)      | 54,661  |
| 69º    | 22 de novembro de 1981 | Edmonton Eskimos (8)                    | 26–23                                   | Ottawa Rough Riders                     | Olympic Stadium (3)      | Montreal (5)      | 52,478  |
| 70º    | 28 de novembro de 1982 | Edmonton Eskimos (9)                    | 32–16                                   | Toronto Argonauts                       | CNE Stadium (12)         | Toronto (43)      | 54,741  |
| 71º    | 27 de novembro de 1983 | Toronto Argonauts (11)                  | 18–17                                   | BC Lions                                | BC Place                 | Vancouver (8)     | 59,345  |
| 72º    | 18 de novembro de 1984 | Winnipeg Blue Bombers (8)               | 47–17                                   | Hamilton Tiger-Cats                     | Commonwealth Stadium     | Edmonton          | 60,081  |
| 73º    | 24 de novembro de 1985 | BC Lions (2)                            | 37–24                                   | Hamilton Tiger-Cats                     | Olympic Stadium (4)      | Montreal (6)      | 56,723  |
| 74º    | 30 de novembro de 1986 | Hamilton Tiger-Cats (7)                 | 39–15                                   | Edmonton Eskimos                        | BC Place (2)             | Vancouver (9)     | 59,579  |
| 75º    | 29 de novembro de 1987 | Edmonton Eskimos (10)                   | 38–36                                   | Toronto Argonauts                       | BC Place (3)             | Vancouver (10)    | 59,478  |
| 76º    | 27 de novembro de 1988 | Winnipeg Blue Bombers (9)               | 22–21                                   | BC Lions                                | Lansdowne Park (5)       | Ottawa (5)        | 50,604  |
| 77º    | 26 de novembro de 1989 | Saskatchewan Roughriders (2)            | 43–40                                   | Hamilton Tiger-Cats                     | SkyDome                  | Toronto (44)      | 54,088  |
| 78º    | 25 de novembro de 1990 | Winnipeg Blue Bombers (10)              | 50–11                                   | Edmonton Eskimos                        | BC Place (4)             | Vancouver (11)    | 46,968  |
| 79º    | 24 de novembro de 1991 | Toronto Argonauts (12)                  | 36–21                                   | Calgary Stampeders                      | Winnipeg Stadium         | Winnipeg          | 51,985  |
| 80º    | 29 de novembro de 1992 | Calgary Stampeders (3)                  | 24–10                                   | Winnipeg Blue Bombers                   | SkyDome (2)              | Toronto (45)      | 45,863  |
| 81º    | 28 de novembro de 1993 | Edmonton Eskimos (11)                   | 33–23                                   | Winnipeg Blue Bombers                   | McMahon Stadium (2)      | Calgary (2)       | 50,035  |
| 82º    | 27 de novembro de 1994 | BC Lions (3)                            | 26–23                                   | Baltimore Football Club                 | BC Place (5)             | Vancouver (12)    | 55,097  |
| 83º    | 19 de novembro de 1995 | Baltimore Stallions                     | 37–20                                   | Calgary Stampeders                      | Taylor Field             | Regina            | 52,564  |
| 84º    | 24 de novembro de 1996 | Toronto Argonauts (13)                  | 43–37                                   | Edmonton Eskimos                        | Ivor Wynne Stadium (3)   | Hamilton (10)     | 38,595  |
| 85º    | 16 de novembro de 1997 | Toronto Argonauts (14)                  | 47–23                                   | Saskatchewan Roughriders                | Commonwealth Stadium (2) | Edmonton (2)[F]   | 60,431  |
| 86º    | 22 de novembro de 1998 | Calgary Stampeders (4)                  | 26–24                                   | Hamilton Tiger-Cats                     | Winnipeg Stadium (2)     | Winnipeg (2)      | 34,157  |
| 87º    | 28 de novembro de 1999 | Hamilton Tiger-Cats (8)                 | 32–21                                   | Calgary Stampeders                      | BC Place (6)             | Vancouver (13)    | 45,118  |
| 88º    | 26 de novembro de 2000 | BC Lions (4)                            | 28–26                                   | Montreal Alouettes                      | McMahon Stadium (3)      | Calgary (3)       | 43,822  |
| 89º    | 25 de novembro de 2001 | Calgary Stampeders (5)                  | 27–19                                   | Winnipeg Blue Bombers                   | Olympic Stadium (5)      | Montreal (7)      | 65,255  |
| 90º    | 24 de novembro de 2002 | Montreal Alouettes (5)                  | 25–16                                   | Edmonton Eskimos                        | Commonwealth Stadium (3) | Edmonton (3)      | 62,531  |
| 91º    | 16 de novembro de 2003 | Edmonton Eskimos (12)                   | 34–22                                   | Montreal Alouettes                      | Taylor Field (2)         | Regina (2)        | 50,909  |
| 92º    | 21 de novembro de 2004 | Toronto Argonauts (15)                  | 27–19                                   | BC Lions                                | Frank Clair Stadium (6)  | Ottawa (6)        | 51,242  |
| 93º    | 27 de novembro de 2005 | Edmonton Eskimos (13)                   | 38–35[G]                                | Montreal Alouettes                      | BC Place (7)             | Vancouver (14)    | 59,157  |
| 94º    | 19 de novembro de 2006 | BC Lions (5)                            | 25–14                                   | Montreal Alouettes                      | Canad Inns Stadium (3)   | Winnipeg (3)      | 44,786  |
| 95º    | 25 de novembro de 2007 | Saskatchewan Roughriders (3)            | 23–19                                   | Winnipeg Blue Bombers                   | Rogers Centre (3)        | Toronto (46)      | 52,230  |
| 96º    | 23 de novembro de 2008 | Calgary Stampeders (6)                  | 22–14                                   | Montreal Alouettes                      | Olympic Stadium (6)      | Montreal (8)      | 66,308  |
| 97º    | 29 de novembro de 2009 | Montreal Alouettes (6)                  | 28–27                                   | Saskatchewan Roughriders                | McMahon Stadium (4)      | Calgary (4)       | 46,020  |
| 98º    | 28 de novembro de 2010 | Montreal Alouettes (7)                  | 21–18                                   | Saskatchewan Roughriders                | Commonwealth Stadium (4) | Edmonton (4)      | 63,317  |
| 99º    | 27 de novembro de 2011 | BC Lions (6)                            | 34–23                                   | Winnipeg Blue Bombers                   | BC Place (8)             | Vancouver (15)    | 54,313  |
| 100º   | 25 de novembro de 2012 | Toronto Argonauts (16)                  | 35–22                                   | Calgary Stampeders                      | Rogers Centre (4)        | Toronto (47)      | 53,208  |
| 101º   | 24 de novembro de 2013 | Saskatchewan Roughriders (4)            | 45–23                                   | Hamilton Tiger-Cats                     | Taylor Field (3)         | Regina (3)        | 44,710  |
| 102º   | 30 de novembro de 2014 | Calgary Stampeders (7)                  | 20–16                                   | Hamilton Tiger-Cats                     | BC Place (9)             | Vancouver (16)[H] | 52,056  |
| 103º   | 29 de novembro de 2015 | Edmonton Eskimos (14)                   | 26–20                                   | Ottawa Redblacks                        | Investors Group Field    | Winnipeg (4)      | 36,634  |
| 104º   | 27 de novembro de 2016 | Ottawa Redblacks (10)                   | 39–33[D]                                | Calgary Stampeders                      | BMO Field                | Toronto (48)      | 33,421  |
| 105º   | 26 de novembro de 2017 | Toronto Argonauts (17)                  | 27–24                                   | Calgary Stampeders                      | TD Place Stadium (7)     | Ottawa (7)        | 36,154  |
| 106º   | 25 de novembro de 2018 | Calgary Stampeders (8)                  | 27–16                                   | Ottawa Redblacks                        | Commonwealth Stadium (5) | Edmonton (5)      | 55,819  |
| 107º   | 24 de novembro de 2019 | Winnipeg Blue Bombers (11)              | 33–12                                   | Hamilton Tiger-Cats                     | McMahon Stadium (5)      | Calgary (5)       | 35,439  |
| [I]    | 22 de novembro de 2020 | Cancelado devido a Pandemia de COVID-19 | Cancelado devido a Pandemia de COVID-19 | Cancelado devido a Pandemia de COVID-19 | Mosaic Stadium           | Regina (4)        |         |
| 108º   | 12 de dezembro de 2021 | Winnipeg Blue Bombers (12)              | 33–25                                   | Hamilton Tiger-Cats                     | Tim Hortons Field        | Hamilton (11)     | 26,324  |
| 109º   | 20 de novembro de 2022 | Toronto Argonauts (18)                  | 24–23                                   | Winnipeg Blue Bombers                   | Mosaic Stadium           | Regina (4)        | 33,330  |
| 110º   | 19 de novembro de 2023 | Montreal Alouettes (8)                  | 28–24                                   | Winnipeg Blue Bombers                   | Tim Hortons Field (2)    | Hamilton (12)     | 28,808  |
| 111º   | 17 de novembro de 2024 | Toronto Argonauts (19)                  | 41–24                                   | Winnipeg Blue Bombers                   | BC Place (10)            | Vancouver (17)    | 52,439  |

↑ A. O jogo não foi realizado devido à Primeira Guerra Mundial.

↑ B. O jogo não foi realizado devido a uma disputa de regras com o Canadian Rugby Union.

↑ C. Jogado como uma série de dois jogos; Ottawa venceu por uma pontuação total de 20–7.

↑ D. Jogo decidido na prorrogação.

↑ E. O jogo foi suspenso faltando 9h29 para o final do quarto período devido ao nevoeiro extremamente denso e concluído no dia seguinte.

↑ F. Originalmente concedido em Baltimore, Maryland.

↑ G. O jogo foi decidido na prorrogação dupla.

↑ H. Originalmente concedido a Ottawa, mas recusou devido a ações judiciais e atrasos na reforma do Frank Clair Stadium.

↑ I. Cancelado devido a Pandemia de COVID-19

## Campeões
| Time                     | Vitórias | Derrotas | Total |
| ------------------------ | -------- | -------- | ----- |
| Toronto Argonauts        | 19       | 6        | 25    |
| Edmonton Eskimos         | 14       | 9        | 23    |
| Winnipeg Blue Bombers    | 12       | 17       | 29    |
| Hamilton Tiger-Cats      | 8        | 14       | 22    |
| Montreal Alouettes       | 8        | 11       | 19    |
| Calgary Stampeders       | 8        | 9        | 17    |
| British Columbia Lions   | 6        | 4        | 10    |
| Saskatchewan Roughriders | 4        | 15       | 19    |
| Ottawa Redblacks         | 1        | 1        | 2     |